# Джеймс Мор Стюарт
Джеймс Мор Стюарт, также известен как Джеймс Толстый (гэльск. Seamas Mór; ок. 1400—1429) — шотландский дворянин из дома Стюарт, младший сын Мердока Стюарта, 2-го герцога Олбани, и Изабеллы Леннокс. Когда его отец и братья были казнены по приказу короля Якова I в 1425 году, Джеймс поднял восстание против короля, захватил город Дамбартон и убил хранителя одноименного замка. После подавления мятежа бежал в Ирландию, где провел свои последние годы жизни. Вторая попытка восстания в 1429 году привела к тому, что флотилия, отправилась в Ирландию, чтобы собрать Джеймса и доставить его в Шотландию, но он скончался до того, как его попытка была осуществлена.

## Биография
Мало что известно о жизни Джеймса до ареста отца, Мердока Стюарта, 2-го герцога Олбани, и двух его братьев, по приказу шотландского короля Якова I Стюарта 21 марта 1425 года. Замок Дун и Фолклендский дворец, принадлежавшие герцогу Олбани, были захвачены. Мердок Стюарт, герцог олбани, и двое его сыновей были заключены в тюрьму и содержались в ней до суда. Джеймс Мор Стюарт, уцелевший сын Мердока, поднял восстание против королевской власти. Он получил поддержку сторонников своей матери в графстве Леннокс и епископа Аргайла, давнего сторонника Стюартов из Олбани. Джеймс осадил, взял и сжег город Дамбартон, умертвив хранителя королевского замка, сэра Джона Стюарта из Дендональда, который приходился дядей королю. Тем не менее, сам гарнизон замка под командование Джона Колкхуна смог отстоять замок.
Восстание Джеймса Мора Стюарта было быстро подавлено. Его отец и братья были признаны виновными в измене судом присяжных и казнены. Владения Мердока Стюарта, герцога Олбани, были конфискованы в пользу короля. Только его мать, Изабелла Леннокс, смогла пережить восстание, но была заключена в тюрьму. В том же 1425 году, преследуемый королевскими отрядами, Джеймс Мор Стюарт бежал из Шотландии в Ирландию, где поселился в городе Антрим. Он никогда больше не вернулся в Шотландию и скончался в Ирландии в 1429 году, находясь в изгнании.
Джеймс Мор Стюарт, как единственный из оставшихся в живых внуков Роберта Стюарта, герцога Олбани, брата короля Роберта III Стюарта, мог претендовать на шотландский королевский престол.

## Смерть и наследие
В Ирландии Джеймс Мор вступил в связь с неизвестной женщиной из клана Макдональд. Некоторые источники предполагают, что она была одной из дочерей Джона Мора Танистера Макдональда (ум. 1427), сына Джона Макдональда, лорда Островов. Джеймс на ней не женился, но у него было семь внебрачных детей:
- Джеймс Бег Стюарт (ок. 1424—1470), получил королевское помилование и вернулся в Шотландию, был женат на Аннабель Бьюкенен, дочери Патрика, 14-го лорда Бьюкенена.
- Мердок Стюарт (рол. 1427, Антрим)
- Артур Стюарт (род. 1429, Антрим)
- Роберт Стюарт (род. 1433, Антрим)
- Матильда Стюарт (род. 1435, Антрим)
- Александр Стюарт (род. 1437, Антрим)